# Oncorhynchus chrysogaster
La trucha dorada mexicana es la especie Oncorhynchus chrysogaster, un pez de agua dulce de la familia salmónidos, endémica de ríos de la Sierra Madre Occidental, en México.

## Hábitat y biologíca
La especie se encuentra cerca de la cabecera de tres grandes cursos de agua entre los estados de Chihuahua y Durango: el río Fuerte, el río Sinaloa y el río Culiacán, así como en otros ríos menores de esta zona, prefiriendo las corrientes de agua limpia y fría, normalmente de alta montaña.

## Importancia para el hombre
Su pesca tiene una escasa importancia comercial por su rareza, aunque su carne es apreciada y con alto valor en el mercado.